# اوا گروور
اوا گروور (به انگلیسی: Eva Grover) بازیگر هندی است.
از کارهای معروف او می‌توان به بازی در فیلم تقوا اشاره کرد.